# Basilica di San Bartolomeo Apostolo
La basilica di San Bartolomeo apostolo si trova a Benevento in piazza Federico Torre, lungo il corso Garibaldi. Porta il nome di altre due chiese andate distrutte.

## Le due chiese antiche
Il primo tempio cittadino dedicato a san Bartolomeo sorgeva adiacente al duomo di Benevento, era un sacello, voluto dal principe longobardo Sicardo di Benevento; risultò compiuto il 25 ottobre 839 ad opera dell'arcivescovo Ursus, il quale vi trasferì il corpo di san Bartolomeo apostolo, portato in città nell'838 da Lipari a Benevento dallo stesso Sicardo
Nel 1122 l'arcivescovo Landolfo fece erigere una nuova costruzione, più imponente e separata dalla cattedrale, ma da questa non distante, che sorse nel luogo attualmente chiamato piazza Orsini. Le forme della nuova basilica avevano evidenti caratteri romanici: era a pianta centrale, ornata di pregevole marmi policromi e con un magnifico pavimento cosmatesco (del quale i recenti scavi archeologici, condotti dalla Soprintendenza, hanno riportato alla luce alcuni brani). Nel 1430, l'arcivescovo Gasparre Colonna vi eresse una grande cupola, coronata da altre due cupole più piccole, che rovinarono nel sisma del 1688. Ricostruita dall'Orsini nello stesso luogo, fu nuovamente distrutta dal terremoto del 1702. Le sue porte di bronzo inciso, opera di Oderisio da Benevento, furono fuse ed utilizzate per il restauro di quelle del Duomo.
Della chiesa sopravvivono frammenti di scultura (conservati al Museo del Sannio), tracce d'affresco, brani del pavimento cosmatesco, riportati alla luce dai recenti scavi. In Piazza Orsini è stata costruita una struttura sul luogo di scavo.

## La chiesa odierna
Salito al pontificato con il nome di Benedetto XIII, Orsini fece ricostruire la chiesa nel luogo che la ospita ancora attualmente, su progetto dell'architetto Filippo Raguzzini. La prima pietra fu posta nel 1726 dal cardinale Coscia; la chiesa fu consacrata dal papa l'8 maggio 1729, operando di persona l'ultima traslazione del corpo di San Bartolomeo. 
La facciata timpanata è a due ordini, raccordati da ampie volute. Apre il suo portale fra due terne di pilastri inferiori, sormontati da capitelli corinzi, che sostengono un cornicione. L'ordine superiore è ornato da due coppie di pilastri più bassi, separate da una finestra.
La basilica di san Bartolomeo è a una sola navata, e su ciascuno dei due lati si aprono due cappelle.
Le membrature architettoniche sono esaltate e sottolineate da un gioco di stucchi, opera dello stesso Raguzzini. L'aula basilicale è coperta da una volta a botte a incannucciata, anch'essa decorata da stucchi. 
È notevole la seconda cappella di sinistra, opera del Raguzzini, dedicata a San Michele Arcangelo, con un dipinto di San Michele, opera di ignoto del XVIII secolo, e lo stemma del cardinale Coscia.
Nella prima cappella a sinistra, vi è una tela dedicata alla Madonna del Rosario (XVII secolo). Le due nicchie, ai lati, hanno statue di San Francesco d'Assisi e di San Francesco di Paola. La tela con San Filippo Benizio e San Bartolomeo, nella seconda cappella a destra, è di Francesco Solimena (1729).
L'abside, preceduta da due cantorie, presenta un elaborato coro in noce, con sei statuine lignee degli Apostoli ed il maestoso trono papale al centro. La abbelliscono dipinti di Giuseppe Castellano, tra cui Ottone III chiede ai beneventani il corpo di san Bartolomeo, e la tela di Giuseppe Simonelli con i Santi protettori di Benevento: San Gennaro, San Francesco Saverio, San Filippo Neri, l'Assunta con il bambino. Sul portale d'ingresso, l'artista Marco Benefial dipinse la tela celebrativa della Consacrazione dell'Arcivescovo di Ravenna, compiuta da papa Benedetto XIII nel duomo di Benevento. Ai lati della porta sono murati due frammenti scultorei della basilica bassomedievale.
In sacrestia vi è un'interessante raccolta di paramenti sacri del XVIII secolo, tra i quali il piviale indossato da papa Benedetto XIII quando trasferì i resti di San Bartolomeo.
Nel 1997 la basilica ha ricevuto un accurato restauro, curato dal Centro Operativo di Benevento della Soprintendenza dei Beni Architettonici, che ha restituito alla chiesa la sua antica sobrietà.